# رودخانه‌شناسی
رودخانه‌شناسی یا پوتامولوژی مسائل مربوط به جریان آب در رودخانه‌ها را مورد بررسی قرار می‌دهد.

## موارد مورد بررسی
در مورد پوتامولوژی بیشتر به جنبه فیزیکی حرکتی رودخانه‌ها توجه می‌شود تا جنبه بیولوژیکی آن.